# ماهیچه زبانه گوش
ماهیچه زبانه گوش (انگلیسی: Tragicus) نامی است که به نوار عمودی پهن کوتاه روی رویه جانبی تراگوس یا زبانه لاله گوش نهاده‌اند، این نوار از عصب لاله گوشی ـ گیجگاهی و عصب لاله گوشی پسین (خلفی) عصب می‌گیرد.